# Пушкаревка (Сумская область)
Пушкаревка (укр. Пушкарівка) — село, Битицкий сельский совет, Сумский район,
Сумская область, Украина.
Код КОАТУУ — 5924781505. Население по переписи 2001 года составляло 456 человек.

## Географическое положение
Село Пушкаревка находится на правом берегу реки Псёл, выше по течению примыкает село Битица, ниже по течению на расстоянии в 1,5 км расположено село Зеленый Гай, на противоположном берегу — село Великая Чернетчина. По селу протекает ручей с запрудой.

## История
- На юго-восточной околице села обнаружено поселение бронзового века, между селами Пушкаревка и Зеленый Гай — курганный могильник.

## Объекты социальной сферы
- Школа.

## Известные люди
- Майдан, Марк Степанович (1913—1945) — Герой Советского Союза.
- Савич Алексей Николаевич (1810—1883) — астроном и математик, академик Петербургской АН, родился в селе Пушкаревка.